# Windsor (Ontario)
Windsor es una ciudad en el sur de la provincia canadiense de Ontario, junto al río Detroit, en la orilla opuesta a la ciudad estadounidense de Detroit, Míchigan. Fue fundada en 1749 por conquistadores franceses.
Windsor es un importante contribuyente a la industria automotriz de Canadá y es culturalmente diverso. Conocida como la "Capital automotriz de Canadá", la herencia industrial y de fabricación de Windsor es responsable de cómo la ciudad se ha desarrollado a lo largo de los años.
Windsor tiene un programa de intercambios estudiantiles con países como México y los Estados Unidos.

## Clima
| Parámetros climáticos promedio de Windsor, Ontario | Parámetros climáticos promedio de Windsor, Ontario | Parámetros climáticos promedio de Windsor, Ontario | Parámetros climáticos promedio de Windsor, Ontario | Parámetros climáticos promedio de Windsor, Ontario | Parámetros climáticos promedio de Windsor, Ontario | Parámetros climáticos promedio de Windsor, Ontario | Parámetros climáticos promedio de Windsor, Ontario | Parámetros climáticos promedio de Windsor, Ontario | Parámetros climáticos promedio de Windsor, Ontario | Parámetros climáticos promedio de Windsor, Ontario | Parámetros climáticos promedio de Windsor, Ontario | Parámetros climáticos promedio de Windsor, Ontario | Parámetros climáticos promedio de Windsor, Ontario |
| Mes                                                | Ene.                                               | Feb.                                               | Mar.                                               | Abr.                                               | May.                                               | Jun.                                               | Jul.                                               | Ago.                                               | Sep.                                               | Oct.                                               | Nov.                                               | Dic.                                               | Anual                                              |
| -------------------------------------------------- | -------------------------------------------------- | -------------------------------------------------- | -------------------------------------------------- | -------------------------------------------------- | -------------------------------------------------- | -------------------------------------------------- | -------------------------------------------------- | -------------------------------------------------- | -------------------------------------------------- | -------------------------------------------------- | -------------------------------------------------- | -------------------------------------------------- | -------------------------------------------------- |
| Temp. máx. abs. (°C)                               | 19.42                                              | 22.0                                               | 28.5083                                            | 32.223                                             | 35.04                                              | 36.7                                               | 39.01                                              | 38.5                                               | 38.3                                               | 32.5                                               | 25.5                                               | 21.0                                               | 39.0                                               |
| Temp. máx. media (°C)                              | 0.4                                                | 2.9                                                | 7.7                                                | 14.9                                               | 20.9                                               | 27.0                                               | 29.0                                               | 27.8                                               | 24.3                                               | 16.8                                               | 9.7                                                | 3.1                                                | 15.4                                               |
| Temp. media (°C)                                   | −3.0                                               | −1.1                                               | 3.0                                                | 9.4                                                | 15.3                                               | 21.4                                               | 23.6                                               | 22.7                                               | 18.9                                               | 12.1                                               | 5.9                                                | 0.0                                                | 10.7                                               |
| Temp. mín. media (°C)                              | −6.4                                               | −5.1                                               | −1.8                                               | 3.9                                                | 9.6                                                | 15.7                                               | 18.1                                               | 17.6                                               | 13.4                                               | 7.3                                                | 2.1                                                | −3.1                                               | 6.0                                                |
| Temp. mín. abs. (°C)                               | −32.8                                              | −29.4                                              | −24.4                                              | -13.3                                              | −3.3                                               | 2.8                                                | 4.4                                                | 5.0                                                | −1.1                                               | −7.2                                               | −18.9                                              | −29.4                                              | −32.8                                              |
| Precipitación total (mm)                           | 72.8                                               | 59.2                                               | 62.3                                               | 84.6                                               | 94.0                                               | 67.5                                               | 81.3                                               | 78.3                                               | 77.4                                               | 65.9                                               | 69.1                                               | 61.0                                               | 873.3                                              |
| Lluvias (mm)                                       | 35.6                                               | 38.9                                               | 43.3                                               | 78.3                                               | 94.0                                               | 67.5                                               | 81.3                                               | 78.3                                               | 77.4                                               | 65.9                                               | 65.1                                               | 40.4                                               | 765.8                                              |
| Nevadas (cm)                                       | 37.2                                               | 20.3                                               | 19.0                                               | 6.4                                                | 0.0                                                | 0.0                                                | 0.0                                                | 0.0                                                | 0.0                                                | 0.0                                                | 4.1                                                | 20.6                                               | 107.5                                              |
| Días de precipitaciones (≥ 0.2 mm)                 | 15.0                                               | 10.8                                               | 12.1                                               | 13.0                                               | 14.1                                               | 10.7                                               | 11.2                                               | 10.2                                               | 8.6                                                | 9.6                                                | 11.7                                               | 14.1                                               | 141.0                                              |
| Días de lluvias (≥ 0.2 mm)                         | 6.1                                                | 5.4                                                | 7.9                                                | 12.2                                               | 14.1                                               | 10.7                                               | 11.2                                               | 10.2                                               | 8.6                                                | 9.6                                                | 10.0                                               | 7.7                                                | 113.6                                              |
| Días de nevadas (≥ 0.2 cm)                         | 10.7                                               | 6.6                                                | 5.5                                                | 1.5                                                | 0.0                                                | 0.0                                                | 0.0                                                | 0.0                                                | 0.0                                                | 0.0                                                | 2.2                                                | 7.9                                                | 34.3                                               |
| Fuente: Environment Canada                         |                                                    |                                                    |                                                    |                                                    |                                                    |                                                    |                                                    |                                                    |                                                    |                                                    |                                                    |                                                    |                                                    |

## Ciudades hermanadas
- Changchun, China (1992)[5]
- Coventry, Reino Unido (1963)[6]
- Fujisawa, Japón (1987)
- Granby (Quebec), Canadá (1956)[7]
- Cornwall (Ontario), Canadá, (1972)
- Gunsan, Corea del Sur (2005)[8]
- Lublin, Polonia (2000)[9]
- Mannheim, Alemania (1980)[10]
- Las Vueltas, El Salvador (1987)[11]
- Ohrid, Macedonia del Norte
- Saint-Étienne, Francia (1963)[6]
- Saltillo, México
- Údine, Italia (1975)[12]
- Medellín, Colombia (2009)[13]